# Sant'Angelo in Pescheria
Sant'Angelo in Pescheria és una església de Roma del segle viii. El seu nom Pescheria prové del fet que es trobava al costat d'un mercat de peix que es va instal·lar a les ruïnes de l'antic Pòrtic d'Octàvia, annex al temple. L'Església és la seu del títol cardenalici de Sant'Angelo in Pescheria.

## Història

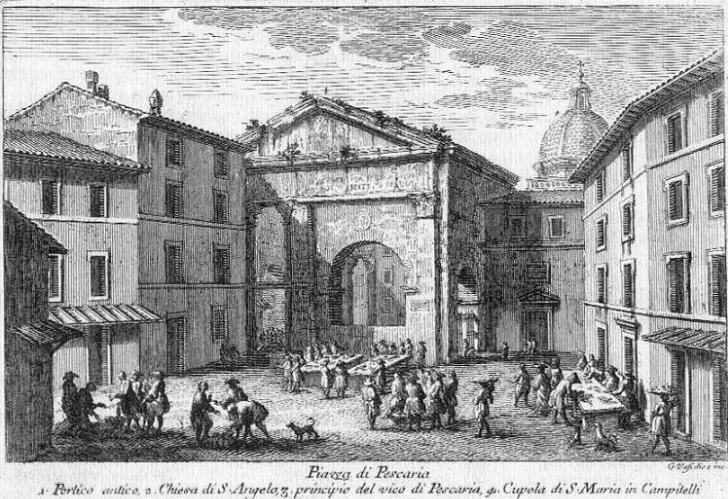
Plaça dels peixaters el 1750, amb Sant'Angelo in Pescheria al fons

L'església original es va construir al segle viii. Aquesta església perviu encara a la cripta de l'actual temple i a l'allotjament de la sagristia que flanqueja l'actual santuari.
Les relíquies de Santa Simforosa i dels seus set fills van ser traslladades a l'Església de Sant'Angelo in Pescheria a Roma pel papa Esteve II el 752. El 1610 s'hi va trobar un sarcòfag que porta la inscripció: Hic requiescunt corpora SS. Martyrum Simforosae, viri sui Zotici (Getulii) i Filiorum ejus a Stephano Papa translata. Aquesta inscripció fa referència a Sant Getuli i a Santa Simforosa (marit i muller), que van tenir set fills, tots ells van ser martiritzats.
El tribú revolucionari Cola di Rienzo va néixer a prop de Sant'Angelo. El 1347 va iniciar la seva acció per apoderar-se del control de Roma als voltants de l'església. El gueto romà es va establir a prop del rione de Sant'Angelo el 1555 per ordre del papa Pau IV. Aquest gueto es va abolir el 1870 després de la unificació italiana, o Risorgimento, i el mur que el separava de la resta de la ciutat va ser enderrocat el 1888. El rione Sant'Angelo és el número XI de la ciutat de Roma i porta el nom de l'església.
L'església ha estat renovada diverses vegades. El 1610 el cardenal Andrea Peretti en va fer una primera restauració i el 1700 el cardenal Barberini la va remodelar donant-li l'estat que podem veure avui.
Vincenzo Forcella ha recollit i publicat les inscripcions trobades a Sant'Angelo, una valuosa font que il·lustra la història de la basílica. Actualment l'Església està en possessió de l'orde dels Clergues Regulars Menors, que utilitza el convent adjunt com a Casa General.

## Arquitectura

### Façana
L'església no té una façana pròpiament dita, ja que es un simple mur de maó amb el portal al centre, que conté tres columnes corínties del pòrtic d'Octàvia.

### Nau central

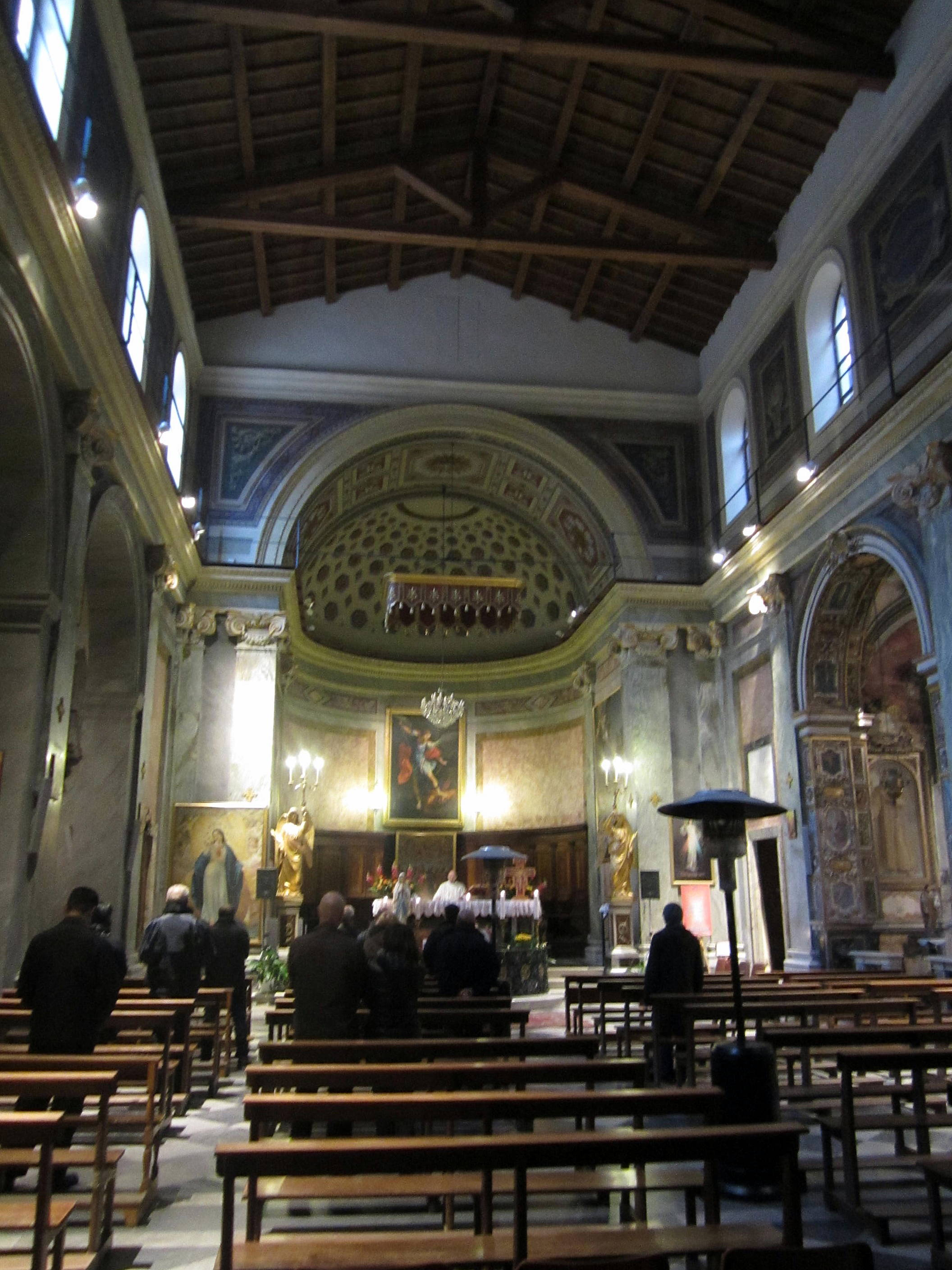
Interior de l'església de Sant'Angelo in Pescheria. Vista de la nau central.

La sala central està dividida en tres naus. La central és més alta i més ampla que les dues laterals. La nau central, doncs, és l'única amb finestres: formen arcs de mig punt i n'hi ha quatre per mur (les tres primeres es troben jut a sobre dels arcs de les naus laterals i les dues del fons a sobre de les portes de la sagristia i de la rectoria). La nau té una cobertura de fusta.
A prop de la contra-façana, que està decorada amb falses pintures de marbre, hi ha el cor. En aquest lloc hi ha també l'orgue, construït per Pietro Pantanella el 1877 i avui en d'abandó. A la part superior de la contra-façana es pot veure un tros del marc del timpà del Pòrtic d'Octàvia. Sota el cor, als costats de la brúixola, hi ha la placa de consagració de la primera església i la de re-consagració.

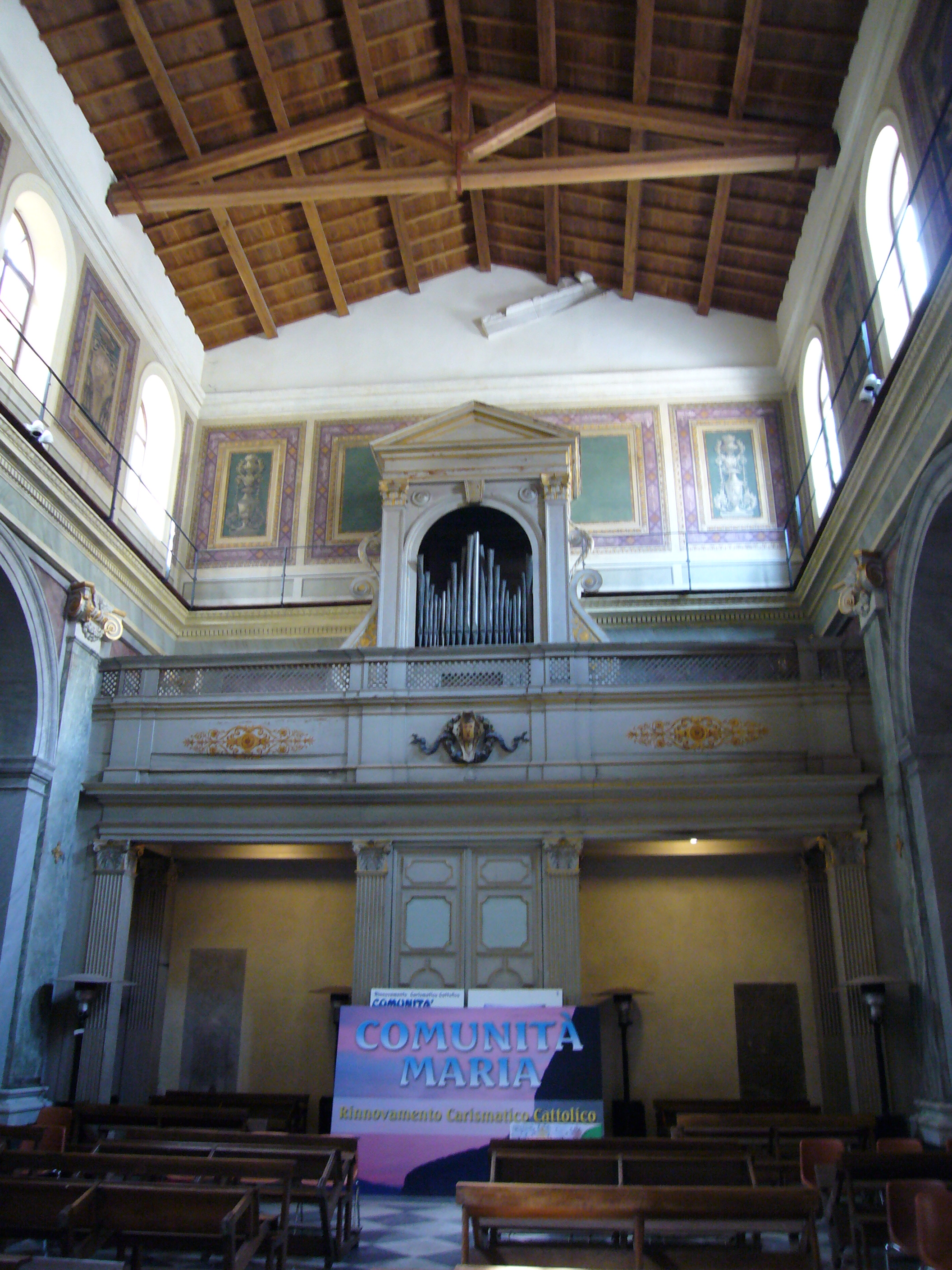
Contra-façana i cor

### Naus laterals
La nau de la dreta es compon, igual que la de l'esquerra, de tres trams. Al primer badia hi ha l'altar de Sant Josep. Originalment dedicat a la Santíssima Trinitat, té un frontal molt fi en marbre policromat i una pintura de Giovanni Battista Brughiː La Santíssima Trinitat entre Sant Llorenç i Cir. L'estàtua de fusta pintada de Sant Josep amb el Nen es va col·locar recentment a l'altar. Al segon tram d'aquesta nau hi ha el Monument a l'astrònom i matemàtic Giacomo Richebeach (1776-1841). El monument de marbre del segle xix, situat damunt d'una base, consisteix en una placa sobrepassada pel bust de l'astrònom.
La nau lateral esquerra, al començament de la qual hi ha l'entrada d'un petit magatzem que originalment era la base del campanar romànic, acull obres d'art d'interès considerable. Al primer tram hi ha l'altar del Crucifix. És una de les obres principals de l'església i consta d'un tabernacle d'estuc barroc amb pintures de marbre fals en els compartiments laterals i àngels a les pilastres. Als seus costats hi ha les dues estàtues de guix pintat del segle xviii de la Mare de Déu i de Sant Joan Evangelista. Al segon tram, però, hi ha la porta lateral que s'ha convertit en l'entrada principal de l'església. Al seu costat hi ha una pica de marbre, presumptament del segle xviii.
Finalment, a l'últim tram hi ha l'altar de Sant Francesc Caracciolo, que originalment estava dedicat a la Verge de les Gràcies perquè contenia un retaule del segle xiv amb la imatge de la Verge i el Nen signat pel pintor Petrus de Belizo i el prevere Belushomo, ara situat al un altre lloc. Al seu lloc, a l'altar de Joan de la Porta, hi ha una escultura moderna que representa la Santa Creu. A sota, recolzada sobre la taula de l'altar feta en forma de sarcòfag quadrat, hi ha el quadre de Sant Francesco Caracciolo.
A la paret dreta del darrer tram d'aquesta nau esquerra hi ha els frescos de la Mare de Déu i el Nen Jesús i els àngels, atribuïts a Benozzo Gozzoli (c. 1450).

### Capella de Sant Andreu

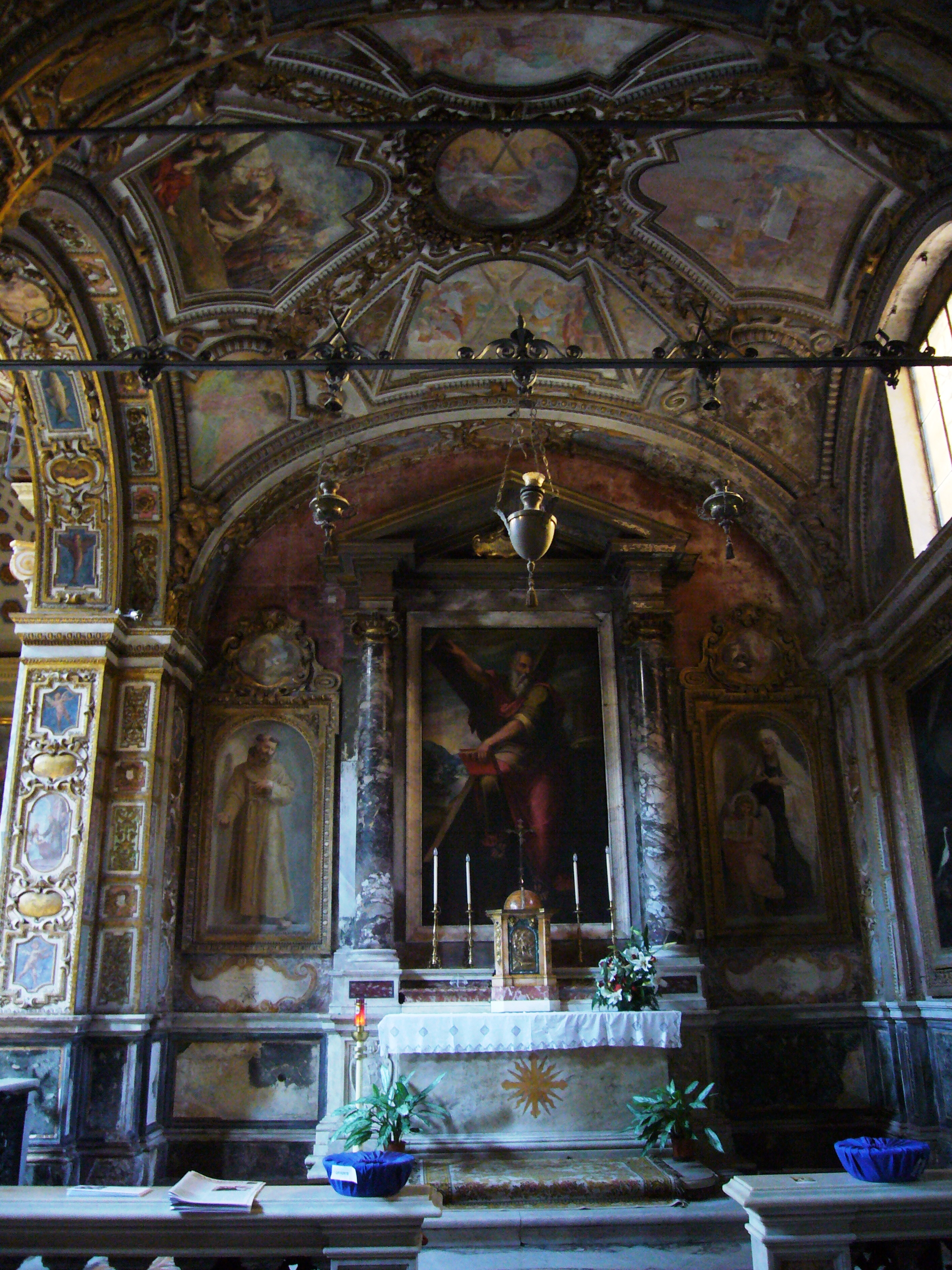
Capella barroca de Sant Andreu.

El tresor de l'església és la capella barroca de Sant Andreu al fons de la nau lateral dreta. Està ricament decorada en estucs daurats i escenes al fresc pintades per Innocenzo Tacconi. Les escenes de la volta del sostre mostren esdeveniments de la vida de Sant Andreu. Hi ha peixos a l'arc interiors, inclosa la representació d'un peix volador. Les escenes que flanquegen l'altar mostren a sant Francesc d'Assís (a l'esquerra) i a St Francesc de Roma (a la dreta). L'obra data de poc després del 1598, que és quan l'artista va arribar a Roma.
L'altar té dues columnes jòniques en marbre que sustenten un frontó triangular. El retaule mostra la Crucifixió de Sant Andreu i és de Giorgio Vasari. El quadre de la paret del costat dret mostra la Vocació de Sant Andreu, obra de Bernardino Cesari.
El terra de la capella és una gloriosa obra d’opus sectile en marbre policromat i mostra l'escut de la confraria. Al damunt hi ha un parell d'oques, un cérvol i un peix gran que representa un esturió.

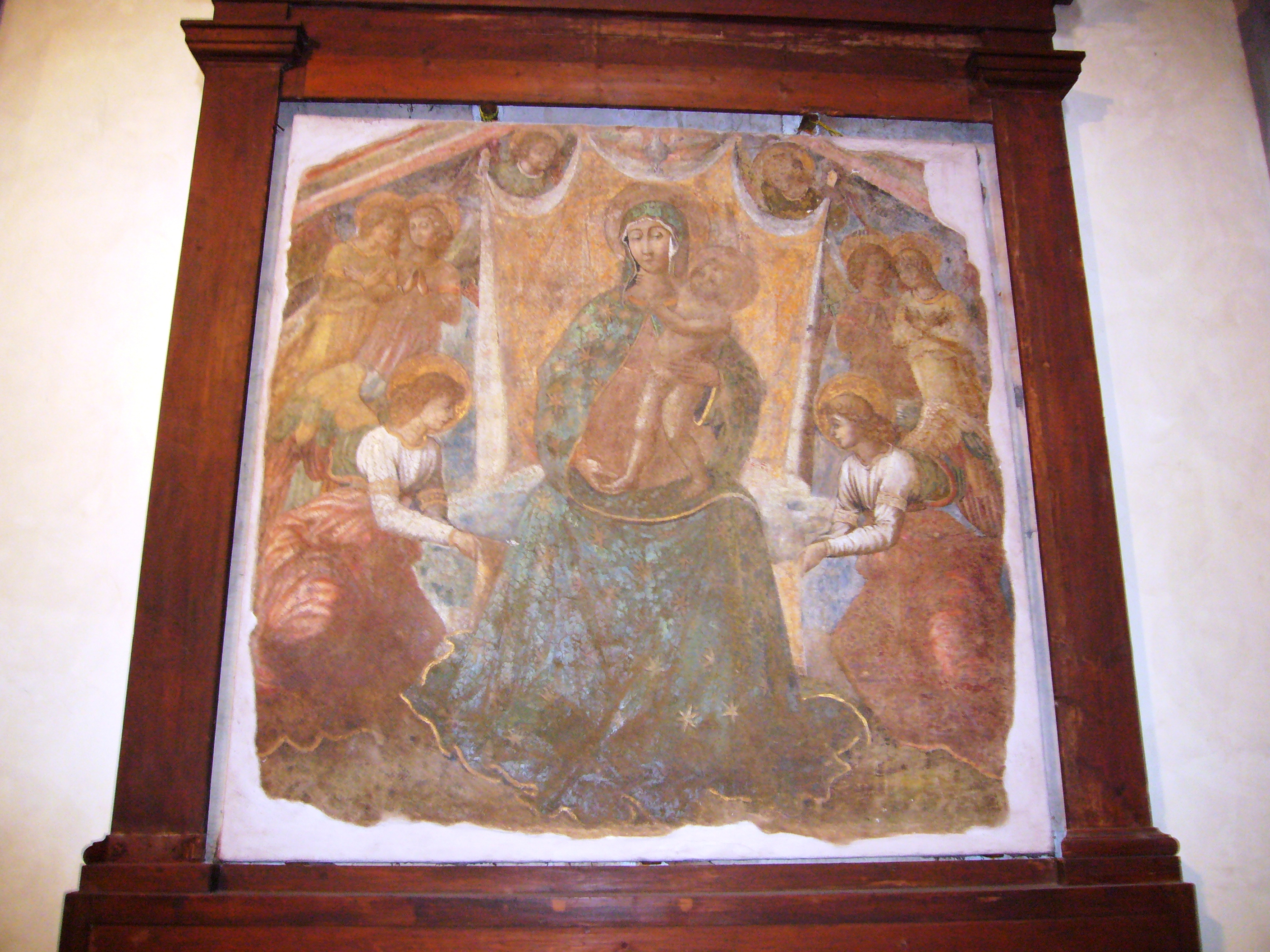
Pintura de Gozzoli.

## Cardenals-diaques de Sant'Angelo in Pescheria
El papa Esteve II va crear el títol cardenalici de Sant'Angelo in Pescheria al novè sector de Roma (Augustea) l'1 de juny de 755 amb el nom de San Paolo Apostolo. El 806, el seu nom es va canviar pel de Sancti Archangeli i, posteriorment, va passar a anomenar-se Sant'Angelo (Sancti Angeli piscium venalium) abans de convertir-se finalment en Sant'Angelo in Pescheria (Sancti Angeli piscium venalium). Amb el pas del temps, aquest títol s'ha atribuït tant a cardenals o diaques.
A continuació es desenvolupa la llista de titularsː
- Gregorio Papareschi pare (1116 - 14 de febrer de 1130, fou el papa Innocenci II)
- Gregorio Papareschi fill (1134 - 1141)
- Gregorio (1143 - 1155)
- Bonadies di Bonadie (1155 - 1158)
- Lando de Sezze (1159 - 29 de setembre de 1179, fou escollit antipapa Innocenci III)
- Vacant (1179 - 1190)
- Gregorio, potser un Bobone, nebot de Celestí III (setembre de 1190 - poc després del 15 de juliol de 1202†)
- Vacant (juliol del 1202 - 1205)
- Pietro di Morra (1205 - 1206†)
- Vacant (1206 - 1212)
- Stefano di Ceccano (18 de febrer de 1212 - 1213,, nomenat cardenal-prevere dels Sants XII Apòstols)
- Romano Bonaventura (o Papareschi) (1216 - 1234, nomenat cardenal-bisbe de Porto i Santa Rufina)
- Riccardo Annibalde (1237 - 4 d'octubre de 1276†)
- Vacant (1276 - 1294)
- Landolfo Brancaccio (18 de setembre de 1294 - 29 d'octubre de 1312†)
- Vacant (1312 - 1327)
- Giovanni Colonna (18 de desembre de 1327 - 3 de juliol de 1348†)
- Vacant (1348 - 1371)
- Guillaume Noellet (30 de maig de 1371 - 4 de juliol de 1394†)
  - Pierre Blain (24 de desembre de 1395 - 12 de desembre de 1409†), pseudo-cardenal de l'antipapa Benet XIII
- Pietro Stefaneschi (12 de juny de 1405 - 2 de juliol de 1409,, nomenat cardenal-diaca de Santi Cosma e Damiano); novament (1410 - 30 d'octubre de 1417†)
  - Pedro Fonseca (14 de desembre de 1412 - 1 d'agost de 1418, demitit) pseudo-cardenal de l'antipapa Benet XIII
- Vacant (1418 - 1430)
- Giuliano Cesarini el vell (8 de novembre de 1430 - 1440, nomenat cardenal-prevere de Santa Sabina)
- Vacant (1440 - 1446)
- Juan de Carvajal (1446 - 1461); in commendam (1461 - 1469)
- Giovanni Michiel (1470 - 1484); in commendam (1484 - 10 d'abril de 1503†)
- Giuliano Cesarini el jove (29 de novembre de 1503 - 1 de maig de 1510†)
- Federico Sanseverino (1 de maig de 1510 - 30 de gener de 1512)
- Matthäus Lang von Wellenburg (de març de 1514 - 8 d'agost de 1519); títol pro illa vice (8 d'agost de 1519 - 26 de febrer de 1535, nomenat cardenal-bisbe d'Albano)
- Alessandro Farnese el Jove (26 de febrer de 1535 - 13 d'agost de 1535, nomenat cardenal diaca de San Lorenzo in Damaso)
- Ennio Filonarde, títol pro illa vice (15 de gener de 1537 - 8 d'octubre de 1546,, nomenat cardenal-bisbe d'Albano)
- Ranuccio Farnese (8 d'octubre de 1546 - 7 de febrer de 1565,, nomenat cardenal-bisbe de Sabina)
- Fulvio Giulio della Corgna, O.S.Io.Hier., títol pro illa vice (7 d'octubre de 1565 - 30 de gener de 1566, nomenat cardenal-prevere de San Lorenzo in Lucina)
- Giovanni Ricci, títol pro illa vice (30 de gener de 1566 - 7 d'octubre de 1566, nomenat cardenal-prevere de Santa Maria in Trastevere)
- Scipione Rebiba, títol pro illa vice (7 d'octubre de 1566 - 3 de juliol de 1570, nomenat cardenal-prevere de Santa Maria in Trastevere)
- Giovanni Antonio Serbelloni, títol pro illa vice (3 de juliol de 1570 - 31 de juliol de 1577, nomenat cardenal-prevere de Santa Maria in Trastevere)
- Luigi d'Este (31 de juliol de 1577 - 19 de desembre de 1583, nomenat cardenal-diaca de Santa Maria in Via Lata)
- Filippo Guastavillani (19 de desembre de 1583 - 7 de gener de 1587, nomenat cardenal-diaca de Sant'Eustachio)
- Andrea Báthory (7 de gener de 1587 - 28 d'octubre de 1599†)
- Andrea Baroni Peretti Montalto (15 de març de 1600 - 13 de novembre de 1617, nomenat cardenal-diaca de Sant'Eustachio)
- Vacant (1617 - 1620)
- Luigi Capponi (13 de gener de 1620 - 19 d'abril de 1621, nomenat cardenal-prevere de San Carlo ai Catinari)
- Francesco Boncompagni (17 de maig de 1621 - 16 de març de 1626, nomenat cardenal-diaca de Sant'Eustachio)
- Ippolito Aldobrandeni (16 de març de 1626 - 6 de febrer de 1634, nomenat cardenal-diaca de Sant'Eustachio)
- Marzio Ginetti (6 de febrer de 1634 - 14 de març de 1644, nomenat cardenal-diaca de Sant'Eustachio)
- Girolamo Colonna (14 de març de 1644 - 12 de desembre de 1644, nomenat cardenal-diaca de Sant'Eustachio)
- Giangiacomo Teodoro Trivulzio (12 de desembre de 1644 - 23 de setembre de 1652, nomenat cardenal-diaca de Sant'Eustachio)
- Vincenzo Costaguti (23 de setembre de 1652 - 21 de juliol de 1653, nomenat cardenal-diaca de Santa Maria in Cosmedin)
- Lorenzo Raggi (21 de juliol de 1653 - 30 d'agost de 1660, nomenat cardenal-diaca de Sant'Eustachio)
- Carlo Barberini (30 d'agost de 1660 - 14 de novembre de 1667, nomenat cardenal-diaca de San Cesareo in Palatio)
- Carlo Gualterio (14 de novembre de 1667 - 12 de març de 1668, nomenat cardenal-diaca de Santa Maria in Cosmedin)
- Angelo Celsi (14 de maig de 1668 - 6 de novembre de 1671†)
- Felice Rospigliosi (17 de juliol de 1673 - 12 de gener de 1685, nomenat cardenal-diaca de Sant'Eustachio)
- Gianfrancesco Ginetti (12 de gener de 1685 - 28 de novembre de 1689, nomenat cardenal-diaca de San Nicola in Carcere)
- Gasparo Cavalieri (28 de novembre de 1689 - 17 d'agost de 1690†)
- Francesco Barberini, fill (27 de novembre de 1690 - 6 de maig de 1715, nomenat cardenal-prevere de San Bernardo alle Terme)
- Carlo Colonna (6 de maig de 1715 - 24 de juliol de 1730, nomenat cardenal-diaca de Sant'Agata dei Goti)
- Vacant (1730 - 1739)
- Prospero Colonna (16 de novembre de 1739 - 4 de març de 1743†)
- Girolamo Colonna de Sciarra (2 de desembre de 1743 - 12 de març de 1753)
- Flavio Chigi (10 de desembre de 1753 - 12 de febrer de 1759, nomenat cardenal-diaca de Santa Maria in Portico in Campitelli)
- Andrea Corsini (19 de novembre de 1759 - 11 de setembre de 1769, nomenat cardenal-prevere de San Matteo in Merulana)
- Vacant (1769 - 1773)
- Francesco d'Elci (10 de maig de 1773 - 4 d'abril de 1787†)
- Vincenzo Maria Altieri (23 d'abril de 1787 - 10 de març de 1788, nomenat cardenal-diaca de Sant'Eustachio)
- Raniero Finocchietti (10 de març de 1788 - 30 de març de 1789, nomenat cardenal-diaca de Sant'Agata dei Goti)
- Fernando Spinelli (3 d'agost de 1789 - 29 de novembre de 1790, nomenat cardenal-diaca de Santa Maria in Cosmedin)
- Filippo Campanelli (29 de novembre de 1790 - 26 de setembre de 1791, nomenat cardenal-diaca de San Cesareo in Palatio)
- Fabrizio Dionigi Ruffo (12 de setembre de 1794 - 11 d'agost de 1800, nomenat cardenal-diaca de Santa Maria in Cosmedin)
- Alphonse-Hubert de Latier de Bayane (20 de setembre de 1802 - 27 de juliol de 1818†)
- Vacant (1818 - 1830)
- Domenico de Simone (5 de juliol de 1830 - 9 de novembre de 1837†)
- Luigi Ciacchi (15 de febrer de 1838 - 17 de desembre de 1865†)
- Vacant (1865 - 1877)
- Lorenzo Nina (20 de març de 1877 - 28 de febrer de 1879, nomenat cardenal-prevere de Santa Maria in Trastevere)
- Frédéric de Falloux du Coudray (12 de maig de 1879 - 22 de juny de 1884†)
- Isidoro Verga (13 de novembre de 1884 - 1º de juny de 1891, nomenat cardenal-diaca de Santa Maria in Via Lata)
- Vacant (1891 - 1914)
- Filippo Giustini (28 de maig de 1914 - 17 de març de 1920†)
- Vacant (1920 - 1923)
- Aurelio Galli (23 de desembre de 1923 - 26 de març de 1929†)
- Vacant (1929 - 1935)
- Pietro Boetto, C.J. (19 de desembre de 1935 - 18 de març de 1938); títol pro illa vice (18 de març de 1938 - 31 de gener de 1946†)
- Vacant (1946 - 1953)
- Augusto Álvaro da Silva, títol pro illa vice (15 de gener de 1953 - 14 d'agost de 1968†)
- Vacant (1968 - 2010)
- Elio Sgreccia (20 de novembre de 2010 - 5 de juny de 2019†)